# Six Livres de la République
Os Seis Livros da República (na versão original francesa, Les Six Livres de la République) são uma obra de filosofia política escrita por Jean Bodin, historiador, jurista e filósofo francês - publicada em 1576. É um dos clássicos da filosofia política.

## Apresentação geral

### Histórico de publicação
Os Seis Livros da República são a obra-prima de Jean Bodin, reconhecido na época da publicação como um dos principais intelectuais europeus. Escreve os Livros em francês, e não na língua erudita que era o latim, para que possam ser partilhados e lidos pelo maior número de pessoas possível .
A partir do final da década de 1570, esta obra foi estudada na Universidade de Cambridge e na Universidade de Londres. Para o público académico, o próprio Bodin traduziu o livro para o latim, que foi publicado em 1586 . Entre 1576 e 1629, esta obra teve pelo menos quatorze edições francesas e nove edições latinas . Foi traduzido para italiano (1588), espanhol (1590), alemão (1592 e 1611) e inglês (1606) . 

### Propósito
La République abre com uma carta a “Monseigneur Du Faur, Seigneur de Pibrac, Assessor do Rei em seu Conselho Privado” na qual o autor justifica o seu empreendimento com o desejo de “salvar este Reino”. A França encontrava-se então envolta por fortes divisões religiosas, entre católicos e huguenotes, que geraram guerras religiosas e culminaram com o massacre de Saint-Barthélemy em 1572. Rejeitando o método escolástico, então ainda amplamente ensinado nas universidades, bem como os ideais utópicos então encarnados por Thomas More, Bodin remodelou o pensamento político pelo método histórico - sobretudo a história constitucional dos principais Estados europeus. Esta obra magistral e preceptora da política moderna ainda hoje serve de referência para juristas e filósofos.
Bodin elabora o conceito-chave do Estado moderno cuja existência é definida pela soberania, e cujo principal atributo é o “poder de dar e quebrar a lei”. Também atualiza uma nova classificação dos regimes políticos (democracia, monarquia, aristocracia).

## Resumo
- Livro I: fim principal de uma República bem ordenada. Comparação com agregado familiar. poder conjugal; poder paterno; poder senhorial e sofrimento de escravos numa República. Definição de cidadão. Tratados entre Príncipes. Soberania.
- Livro II: os tipos de repúblicas: monarquia senhorial, real, tirânica; estado aristocrático; estado popular.
- Livro III: senado, magistraturas e administração.
- Livro IV: Crescimento e Declínio das Repúblicas; relações do Príncipe com seus súbditos; como lidar com sedições.
- Livro V: variação das Repúblicas de acordo com a diversidade da topografia, do clima e das populações. Leis da poligamia. Atribuição de cargos oficiais. Destino dos bens dos condenados.
- Livro VI: finanças e integridade das moedas. Comparação das três formas de repúblicas. Justiça distributiva.

A edição francesa original de 1576 tem um índice de 70 páginas.

## Teses

### Soberania
Jean Bodin coloca a noção de soberania, que caracteriza o Estado, no centro do seu pensamento. Bodin não fundamenta assim o Estado no recurso ao contrato social, que será ainda conhecido no seu tempo e desenvolvido pelos protestantes, nem no estado de natureza.. A soberania é definida como uma indivisível, perpétua e absoluta. Não tem outra condição "além dos mandamentos da lei de Deus e da natureza". A soberania tem vários atributos:
- Poder de ditar a lei: "A primeira marca da soberania é 'dar a lei', sem estar sujeito ao comando ou supervisão de ninguém"[5]. Como corolário, fica a ideia de igualdade: “um pequeno Rei é tão soberano quanto o maior Monarca da terra”[6].
- Respeito pelas leis da natureza: Soberania não implica poder arbitrário: “E assim o poder absoluto dos príncipes e senhorios soberanos não se estende de forma alguma às leis de Deus e da natureza” [7]. Disso decorre que “Na ordem internacional, a soberania também está sujeita à lei: “o príncipe soberano está vinculado por contratos por ele celebrados com seus súbditos ou com países estrangeiros”. O príncipe está vinculado por tratados e convenções justas e razoáveis. Assim Bodin faz aparecer, no plano internacional, soberanos independentes e iguais, sujeitos à lei nas suas relações mútuas."[8].
- Noção de Estado nacional: “Conforme as pessoas colocadas sob o mesmo poder soberano estejam ou não sujeitas às mesmas leis e costumes, o Estado é unitário ou federal; claro, ele ocupa território, mas esse último ponto não chama a atenção de Bodin. O que conta para ele é a união de um povo sob um senhor soberano, a vontade de viver juntos”[9].

### Definição de bom governo
Bodin recusa o maquiavelismo e procura reabilitar a ideia segundo a qual a observância da Justiça pelo rei é condição necessária para o funcionamento da República. Assim, define a República como "um governo de direito de várias famílias e o que lhes é comum, com poder soberano". O decisor público só pode decidir tendo em vista o bem comum, e só pode decidir coisas que são comuns e nunca particulares.
Portanto, o governo correto deve-se conformar à lei do Deus do Cristianismo, visando a justiça e a ordem. A República deve ser sempre bem ordenada, visar a realização de valores superiores, moral e intelectualmente. 
A República é, portanto, também uma arte de governar: "Se, portanto, o Príncipe deve, no trato de seus súbditos, imitar a sabedoria de Deus no governo deste mundo, ele deve-se colocar raramente à vista dos súbditos, e com uma majestade adequada à sua grandeza e poder”. 

### Relações entre nações
Bodin coloca o equilíbrio entre os poderes soberanos em primeiro plano: "a segurança dos Príncipes e das Repúblicas reside num contrapeso igual de poder". O respeito aos tratados é obrigatório e não exige a antiga prática do juramento. Mas é preciso garantir que as condições não sejam insuportáveis para nenhuma das partes.. 
No plano comercial, é a favor das trocas entre Estados e considera que as restrições às trocas devem limitar-se aos imperativos do interesse público.. Considera ainda que existe "uma verdadeira interdependência das diferentes regiões do mundo [...] marcada por uma distribuição desigual da riqueza", o que implica a necessidade de relações comerciais, mas também de "relações de amizade e de caridade": "Devemos dar parte dos nossos bens aos estrangeiros e ensinar-lhes as nossas artes e as nossas técnicas, porque lhes devemos esta caridade por obrigação natural".
Investindo no campo do direito do mar, Bodin sustenta que a soberania territorial se estende até o mar, até "trinta léguas de terra"..

## Posteridade

### Inspiração
Abundantemente discutido em França, Inglaterra e países germânicos, inspirou a obra de juristas e teóricos do Estado moderno, notadamente Grotius, Pufendorf, Hobbes e Locke. Estava nas bibliotecas dos primeiros colonos puritanos na Nova Inglaterra já em 1620.

### Contribuição para o direito internacional
Legohérel acredita que Bodin desempenhou um papel fundador no direito internacional, porque muito mais do que Grotius, "ele estabeleceu uma ligação estreita entre o direito das gentes e a prática das nações".

### Críticas
O trabalho de Bodin é alvo de algumas críticas. Jean-Jacques Chevallier observa que Bodin foi processado por ter estendido e colocado a pedra final no edifício dos juristas reais que justificaram a monarquia absoluta. Os Seis Livros conteriam uma doutrina que justificaria filosoficamente o absolutismo real. Bodin negou isso durante sua vida, escrevendo na epístola dedicatória colocada no início da edição de 1578: não era apropriado fazê-lo a um cidadão corajoso”. Acrescenta: "Fui o primeiro de todos, numa época em que era perigoso fazê-lo, a refutar as opiniões daqueles que, escrevendo sobre a extensão dos direitos fiscais e das prerrogativas régias, atribuíam aos reis um poder ilimitado, superior ao leis divinas e naturais” .